# Aymen Abdennour
Aymen Abdennour (Sousse, 6 d'agost de 1989) és un futbolista professional tunisià que juga per l'Olympique de Marsella, cedit pel València CF.

## Carrera esportiva
L'any 2010 va jugar cedit al Werder Bremen.
L'any 2015 es fa oficial al seua contractació pel club de Mestalla.